# Ri Nam-sil
Ri Nam-sil (13 de fevereiro de 1994) é uma futebolista norte-coreana que atua como defensora.

## Carreira
Ri Nam-sil integrou o elenco da Seleção Norte-Coreana de Futebol Feminino, nas Olimpíadas de 2012. 